# Bento Fernandes
Bento Fernandes is een gemeente in de Braziliaanse deelstaat Rio Grande do Norte. De gemeente telt 5.199 inwoners (schatting 2009).